# Arboussols
Arboussols (catalansk: Arboçols) er en by og kommune i departementet Pyrénées-Orientales i Sydfrankrig. Til kommunen hører også landsbyen Marcevol.
Selvom kommunen er en del af kantonen Sournia, som er beliggende i det occitanske Fenouillèdes, er Arboussols en catalansk landsby i landskabet Conflent.

## Geografi
Arboussols ligger i Conflent i Pyrenæerne. Byen ligger i en højde af ca. 500 m nord for floden Têt lige over for Canigou-massivet. Højeste punkt i kommunen er Pic de Bau (1.025 m).
Den vigtigste afgrøde i kommunen er vin (Côtes du Roussillon).
Nærmeste større by er Perpignan, 43 km mod øst. Nabobyerne er mod syd Marquixanes (5 km) og mod nord Tarerach (9 km).

## Historie
Arboussols nævnes første gang i 950 (Arbussolas) og igen i 968 (Arbuzolos). i 1011 hørte Arboussols til klosteret Saint Michel de Cuxas besiddelser. Et ejerforhold som fortsatte helt til den franske revolution.
Marcevol nævnes i 1011 (Marceval). I 1129 skænkede biskoppen af Elne den lille kirke Nostra Senyora de las Gradas i Marcevol til Ridderordenen af den Hellige Grav. I 1484 blev ordenen opløst af paven og klosteret blev herefter overdraget til et fællesskab af præster fra Vinça. Klosteret blev nationaliseret under revolutionen. Bygningerne forfaldt, men er siden 1970'erne blevet restaureret.

## Demografi

### Udvikling i folketal
| 1962                                                              | 1968 | 1975 | 1982 | 1990 | 1999 | 2007 | 2007 | 2017 |
| ----------------------------------------------------------------- | ---- | ---- | ---- | ---- | ---- | ---- | ---- | ---- |
| 125                                                               | 104  | 85   | 81   | 79   | 95   | 107  | 113  | 118  |
| Tal fra og med 1962 er uden dobbelttælling (sans doubles comptes) |      |      |      |      |      |      |      |      |